# Бук, Эшер
Э́шер Бук (полное имя Эшер Монро Бук, англ. Asher Monroe Book; род. 18 сентября 1988) — американский актёр, танцор и певец, бывший лидер американской группы «Vfactory». В настоящее время занимается сольной карьерой.

## Биография
Эшер родился в округе Арлингтон (штат Виргиния). Актёрское мастерство изучал в Профессиональной школе Исполнительных искусств (Professional Performing Arts School) в Нью-Йорке, после окончания которой переехал в Лос-Анджелес.

## Карьера
Хотя Эшер Бук является новичком в Голливуде, он уже успел показать себя талантливым актером и певцом. Дебют Эшера Бука состоялся в возрасте семи лет, когда он исполнил роль Чайной чашки Чипа в популярном мюзикле «Красавица и Чудовище». После этого последовала главная роль в мюзикле «Оливер!». В 2000 году он исполнил главную роль принца Эдуарда Тудора в постановке по роману Марка Твена «Принц и Нищий».
Актёром кино Эшер решил стать в возрасте одиннадцати лет. Первый успех пришёл к нему в 2004 году, после выхода на экраны телесериала канала «ABC Family» «Pop Rocks», где он исполнил роль Лайама, сына героя Гэрри Коула. К слову, к этому сериалу Эшер записал и исполнил саундтрек «I Want To Be Your Man». Кроме этого, из телевизионных работ Эшера можно выделить сериалы «Зоуи 101», «Медиум», «Родители». Эшер исполнил роль Марко, начинающего певца, в фильме 2009 года «Слава», ремейке одноименного знаменитого хита 80-х. Премьера фильма, режиссёром которого выступил Кевин Танчароэн, состоялась осенью 2009 года.
Эшер Бук — талантливый певец и бас-гитарист. По его утверждению, именно любовь к музыке и привела его в кинематограф. С 2006 года Эшер является лидером музыкальной группы «Vfactory», играющей в стиле поп, урбан и R&B. Продюсер группы — американский певец Томми Пэйдж, в настоящее время являющийся арт-директором звукозаписывающей компании «Warner Music Group». Группа образовалась в начале 2006 года, в том же году подписав контракт с «WBR». 27 января 2009 года вышел первый официальный сингл группы под названием «Love Struck». В 2011 году Эшер покинул группу, решив заняться сольной карьерой. Он выпустил несколько хитов, таких как «So High», «Love Away», « Back for more», «Out Of Sight».

## Фильмография
| Год  |     | Русское название | Оригинальное название | Роль           |
| ---- | --- | ---------------- | --------------------- | -------------- |
| 2004 | тф  | Ретро-рок        | Pop Rocks             | Лиам Харден    |
| 2005 | с   | Зоуи 101         | Zoey 101              | Глен Дейвис    |
| 2005 | ф   | Путь домой       | Come Away Home        | Крис           |
| 2006 | с   | Рядом с домом    | Close to Home         | Алекс Тауэрс   |
| 2007 | с   | Медиум           | Уайатт Форрестер      | Алекс Тауэрс   |
| 2007 | кор | —                | Eight One Eight       | Крис           |
| 2009 | ф   | Слава            | Fame                  | Марко          |
| 2010 | с   | Родители         | Parenthood            | Стив Уильямс   |
| 2010 | с   | Менталист        | The Mentalist         | Джексон Уинтер |